# Стрегобор
Стрегобор (пол. Stregobor) — персонаж литературного цикла «Ведьмак» польского писателя Анджея Сапковского, чародей. Появляется в обеих экранизациях цикла.

## История персонажа
В книгах Сапковского Стрегобор — чародей из Ковира, член совета магов, занимающийся научными изысканиями (в частности, анатомией). Он организует охоту на девушек-мутантов, причём сначала убивает их, а потом начинает выступать за их заточение в башнях. Именно Стрегобор увидел черты мутанта в принцессе Крейдена Ренфри и посоветовал её мачехе отправить девочку в тюрьму. Однако та попыталась убить падчерицу. Ренфри смогла бежать, спустя несколько лет собрала разбойничью банду. Она узнала, что Стрегобор — виновник её бед, и организовала серию покушений на него. Наконец, Стрегобор укрылся в Блавикене. Появившуюся там Ренфри убил Геральт. Чародей попытался забрать тело девушки для вскрытия, но Геральт не дал ему это сделать.
Литературоведы отмечают, что Сапковский сделал Стрегобора обладателем типичной для мага внешности.
В польском телесериале «Ведьмак» Стрегобора сыграл Ольгерд Лукашевич. В американском сериале с тем же названием, первый сезон которого вышел на экраны в декабре 2019 года, Стрегобора сыграл Ларс Миккельсен. Этот персонаж появляется уже в первом эпизоде, «Начало конца», основанном на рассказе Анджея Сапковского «Меньшее зло» (сборник «Последнее желание»). В отличие от книги, Стрегобор здесь не был знаком с Геральтом до начала действия. По мнению некоторых критиков, это уменьшает остроту сюжетного конфликта и в значительной степени обесценивает весь эпизод. Кроме того, в сериале не упоминается «Тридамский ультиматум»: Ренфри не предъявляет требований Стрегобору, и тот, в отличие от книги, не показывает свою трусость. Зато именно Стрегобор настраивает толпу против Геральта, из-за чего тот получает кличку «Мясник из Блавикена». Изначально в эпизоде была сцена, в которой Стрегобор проводил вскрытие одной из девочек, родившихся при «чёрном солнце»; эту сцену вырезали.
В Стрегоборе, преследующим девочек, которые родились во время затмения, критики видят прямую аналогию с охотниками на ведьм в Европе в Раннее Новое время. В дальнейшем выясняется, что Стрегобор заседает в Капитуле чародеев (в книгах Сапковского он в связи с Капитулом не упоминается).
Заранее стало известно, что Стрегобор появится и во втором сезоне американского «Ведьмака». Здесь он, в отличие от книг Сапковского, заседает в Капитуле.